# بارتي كيرشنر
بارتي كيرشنر (بالإنجليزية: Bharti Kirchner)‏ (1 يونيو 1940)؛ كاتِبة وروائية هندية-أمريكية.